# Oreophryne parkeri
Oreophryne parkeri és una espècie de granota que viu a Indonèsia i a Papua Nova Guinea.